# Rothenburg ob der Tauber
Rothenburg ob der Tauber és una ciutat de Baviera d'origen medieval, emmurallada, situada sobre el riu Tauber, aproximadament a 65 km a l'oest de Nuremberg. Dins de les muralles hi sobreviuen portes i torres de guaita de l'edat mitjana, cases de fusta, esglésies gòtiques i renaixentistes i carrers pavimentats amb llambordes. La seva població és d'uns 12.000 habitants i rep molts de turistes a l'estiu.

## Llocs d'interès

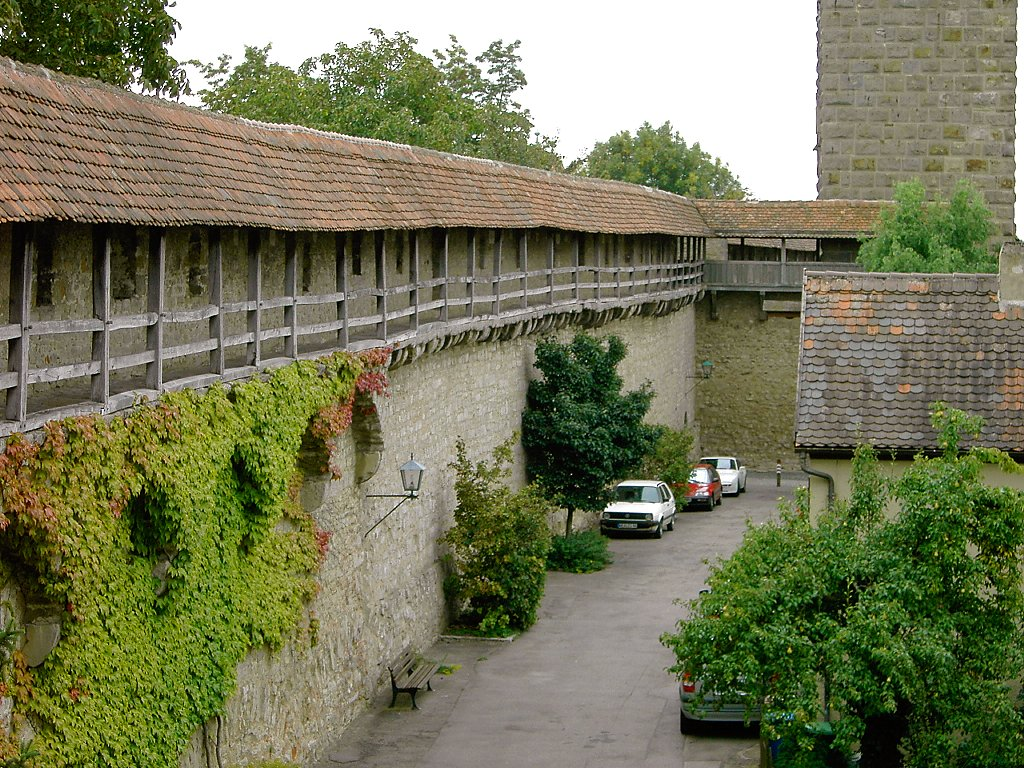
Muralla

### Muralles
Tant les muralles com les torres dels segles xiii i xiv es conserven en molt bon estat i estan en part obertes al públic. L'entrada sud de la ciutat està vigilada per la Torre de l'Hospital, en alemany Spitaltor, gran bastió defensiu del segle xvi que protegeix dues places interiors, ovalades.

### L'Ajuntament
La part gòtica, amb el seu frontó dominat per una torre civil de 60 m, data del segle xiv. La part de l'edifici que dona sobre la plaça del mercat, en alemany Marktplatz, és d'estil renaixentista i té una torreta amb escala octogonal. Se'n pot visitar la Sala Imperial gòtica i les sales cobertes amb volta, que han estat condicionades com a museu. Des de dalt de la torre es gaudeix d'una bella vista sobre les teulades de la ciutat.

### L'Hospital
Del segle xvi i xvii, ocupa l'extrem sud del recinte conegut com la Punta del Capell. El Hegereiterhäuschen és un delicat pavelló amb teulada punxeguda i una torreta. Es pot pujar a la torre Kalkturm, que constitueix un magnífic mirador sobre els monuments de la ciutat i des de la qual s'accedeix al camí de ronda de les muralles.